# Пласідо Домінго
Хосе́ Пла́сідо Домі́нго Ембі́ль (ісп. José Plácido Domingo Embil; нар. 21 січня 1941, Мадрид, Іспанія) — іспанський оперний співак (тенор), диригент. Записав понад сто повних опер. Відомий своєю універсальністю, звичайно співає італійською, французькою, іспанською, англійською мовами. Хоча більшу частину своєї кар'єри був ліричним тенором-спінто, особливо відомий своїми виконаннями партій Каварадоссі в опері «Тоска», Гофмана в опері «Казки Гофмана», дона Хосе в опері «Кармен», Каніо в опері «Паяци», він швидко перейшов до драматичніших ролей, ставши найвідомішим Отелло свого покоління. На початку 2010-х перейшов з тенорового репертуару на майже виключно баритонові партії, у першу чергу партію Сімона Бокканегри в однойменній опері Верді. Станом на 2010 році Пласідо Домінго виконав 151 роль.

## Життєпис
Походить з сім'ї співаків іспанської оперети, яка у 1950 році переселилася до Мексики. Навчався у Мехіко і там же в 1961 році дебютував в національній опері в ролі Альфреда в опері «Травіата» Дж. Верді.
У 1962—1965 співав в опері Тель-Авіва. У 1966 році розпочав міжнародну кар'єру, співаючи у провідних театрах світу — Метрополітен опера в Нью-Йорку, Ла Скала в Мілані та Ковент Гарден в Лондоні.
Володіє красивим тембром (високий баритон) і віртуозною вокальною й акторською майстерністю. Разом з Лучано Паваротті вважається найліпшим тенором на зламі століть.
З 1970-х іноді виступав також як диригент, його дебют в цьому амплуа пройшов у сезоні 1973/74 в Нью-Йорку, де він диригував оперою «Травіата».
В 1990 році разом з Хосе Каррерасом i Лучано Паваротті виступив у концерті «Трьох тенорів» на відкритті Чемпіонату світу з футболу 1990 року в Римі.
Пласидо був одружений двічі. Першою його обраницею стала піаністка Анна-Марія Герра. Молоді люди одружилися в 1957 році, коли Домінго було 16 років. Але особисте життя подружжя не склалося, їхній шлюб розпався через декілька місяців після весілля. У цьому шлюбі у співака народився син Хосе. Із другою дружиною артист познайомився під час навчання в консерваторії. Володарка ліричного сопрано Марта Орнелас починала підкорювати музичний олімп, але дівчина обрала сім'ю.
У 1962-му молоді люди одружилися. У 1965 році Марта народила артистові спадкоємця. Первістка назвали на честь батька-Пласідо. Другій дитині (1968) дали ім'я- Альваро.
Усупереч розхожій думці музика--- не єдине захоплення Домінго. Пласідо ріс спортивним хлопцем. У молодості він добре грав у футбол, а зараз є вболівальником команди Реал Мадрид.
З 1993 року є організатором міжнародного конкурсу вокалістів Operalia, що виявляє і продюсує молодих талантів.
В 1996 році обійняв посаду художнього директора Національної опери у Вашингтоні, а з 2000 року — в Опері Лос-Анжелесу.
Записав велику кількість компакт-дисків, а також знімався у музичних фільмах.
В 2002 році виконав новий гімн мадридського «Реалу» — «Himno del Centenario del Real Madrid» — у супроводі 82 музикантів.
31 серпня 2016 року закритим концертом Пласідо Домінґо відкрився найсучасніший у світі оперний театр — Дубайська опера (ОАЕ).

## Звинувачення у сексуальних домаганнях
У серпні 2019 року Домінго був звинувачений багатьма жінками у сексуальних домаганнях. Вісім співачок і одна танцівниця заявили, що Домінго сексуально домагався їх в різних випадках, які тривали три десятиліття з кінця 1980-х. Ймовірні домагання мали місце в місцях, включаючи оперні театри, де Домінго займав високі посади. Повідомлялося, що сексуальні домагання Домінго щодо молодих жінок були «відкритою таємницею» в оперному світі.
У вересні 2019 року Метрополітен-опера оголосила, що припиняє свої 50-річні стосунки з Домінго у світлі заяв про сексуальні домагання з боку «кількох жінок». Після цієї заяви Домінго виступив із заявою: «Хоча я рішуче заперечую нещодавні твердження про мене… після роздумів, я вважаю, що моя поява в цій постановці „Макбет“ відверне увагу від напруженої роботи моїх колег як на сцені, так і поза сценою». У жовтні 2019 року Домінго подав у відставку з посади генерального директора Лос-Анджелеської опери і відмовився від усіх майбутніх виступів з цією оперою, заявивши, що «нещодавні звинувачення, висунуті проти мене в пресі, створили атмосферу, в якій моя здатність служити цій компанії, яку я так люблю, була скомпрометована».
У вівторок, 25 лютого 2020 року, Пласідо Домінго вибачився перед жінками, які звинуватили його в сексуальних домаганнях, за "біль", який він їм завдав, а також взяв на себе "повну відповідальність" за дії, про які повідомлялося в попередні місяці. Це вибачення послідувало за розслідуванням Американської спілки оперних артистів, яка дійшла висновку, що Пласідо Домінго сексуально домагався кількох жінок і зловживав своїм службовим становищем, обіймаючи керівні посади у Вашингтонській та Лос-Анджелеській національних операх.

## Премія Бірґіт Нільсон
У 2009 році Пласідо Домінґо названий першим лауреатом премії імені шведської оперної діви Бірґіт Нільсон. Грошова частина нагороди складає один мільйон доларів (792 тисячі євро), відтак премія Нільсон стала найбільшою в області класичної музики.
Бірґіт Нільсон незадовго до кончини (вона померла в 2005 році) сама вибрала Домінго першим одержувачем своєї премії, але до дня оголошення лауреата його ім'я трималося в таємниці. Нагорода присуджена іспанцеві за «видатні досягнення в оперному мистецтві», «легендарну кар'єру, що охоплює 40 років» і «виконання 130 ролей» (стільки не доводилося співати жодному тенору в історії).
Нільсон і Домінґо виступали разом кілька разів. Вперше вони вийшли на сцену разом в опері «Тоска» в Метрополітен-опера в 1969 році. Бірґіт Нільсон вважалась одним з найкращих вагнерівських сопрано XX століття. Востаннє вона публічно виступала в 1984 році.

## Почесні звання
Домінго є Почесним доктором Мадридського університету, Доктором мистецтв Нью-Йоркського університету, Почесним доктором музики в Університеті Оклахоми, Філадельфійському коледжі сценічних мистецтв та Джорджтаунському університеті.
14 лютого 2019 року під час візиту в Україну Пласідо Домінго присвоєне звання Почесного професора Національної музичної академії України ім. П. І. Чайковського